# 다니엘 셰른크비스트
다니엘 칼 셰른크비스트(스웨덴어: Daniel Carl Tjärnqvist, 1976년 10월 14일 ~ )는 스웨덴의 은퇴한 아이스하키 선수로 포지션은 수비수이다. 내셔널 하키 리그(NHL)의 애틀랜타 스래셔스, 미네소타 와일드, 에드먼턴 오일러스, 콜로라도 애벌랜치에서 활약했다.
동생인 마티아스도 아이스하키 선수로 활약했다.